# Szmodis József
Szmodis József (szlovénül Jožef Smodiš) magyarországi szlovén evangélikus lelkész, költő.
A 17. század végén élt a tótsági Krasiczon (ma Lendvakirályfa). Egy protestáns énekeskönyvet tulajdonítanak neki, amely vend nyelven keletkezett a régi martyánczi énekeskönyv hatása alatt. A falu rekatolizálását követően még két katolikus énekeskönyv keletkezett a faluban, nyilván Szmodis munkája nyomán, amelyek közül az elsőt Kozel István írta.